# Magdalena Teitipac
Magdalena Teitipac è un comune del Messico, situato nello stato di Oaxaca.